# دیوارنگاری در ایران

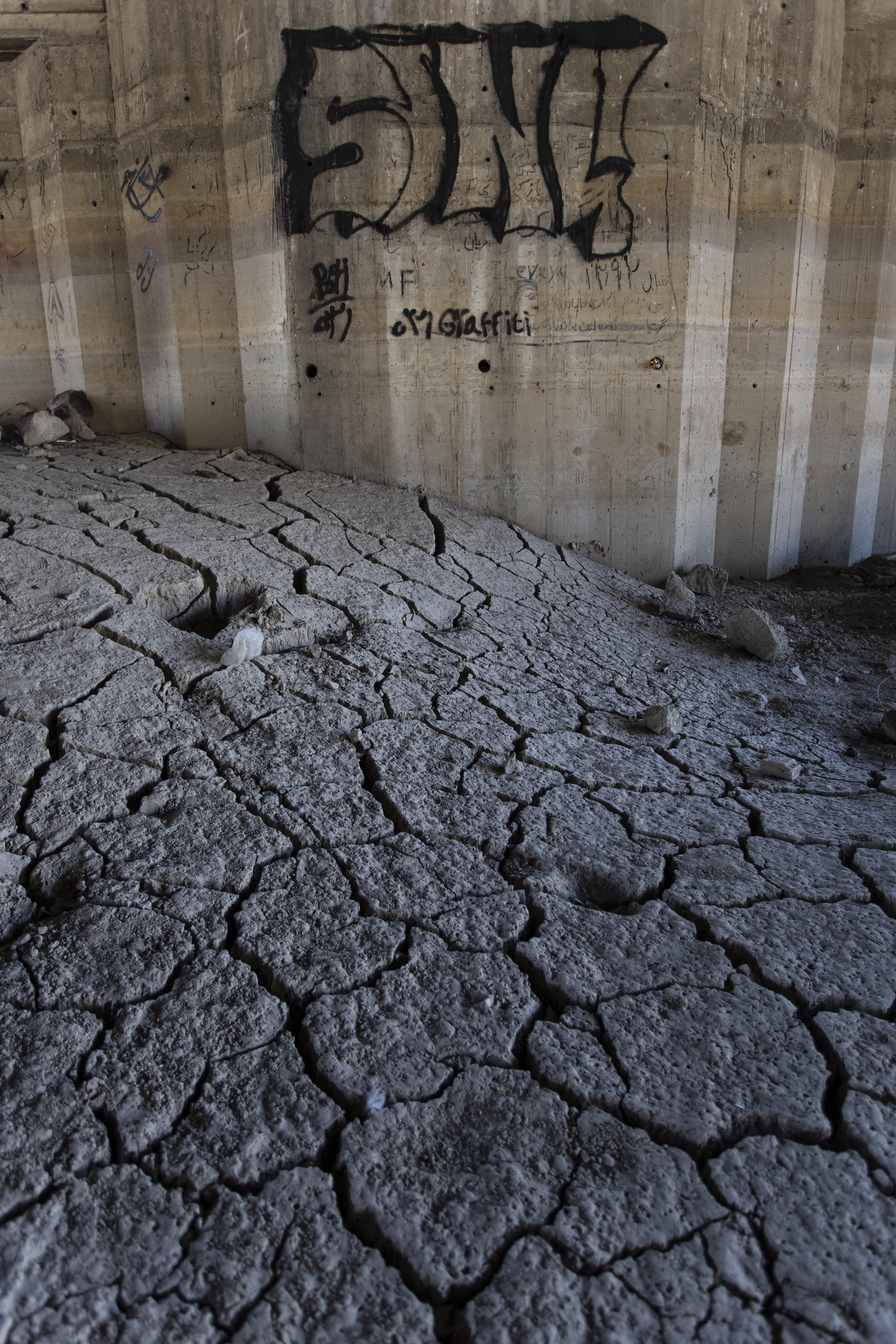
یک گرافیتی اعتراضی در بستر رودخانه زاینده رود، بر دیواره یک پل

دیوارنگاری در ایران مانند بسیار از کشورهای دنیا شامل سبک‌ها و شیوه‌های مختلفی است. برخی از آن‌ها شعارها یا نگاره‌هایی است که توسط سازمان‌های دولتی کشیده شده است و شرایطی مانند وقوع جنگ عموماً شامل مسائل ملی، پیام‌های اعتقادی یا سیاسی و نظامی می‌باشند و به مثابه هنر در عرصه عمومی یا فعالیت هنری مستقل، از جملهٔ انگیزه‌های خلق آن‌ها است به‌طوری‌که عموماً در مقولهٔ دیوارنگاری دسته‌بندی نمی‌شوند؛ در واقع می‌توان این فرم هنری را به عنوان نقاشی‌دیواری (به‌انگلیسی: Mural) دسته‌بندی کرد. برداشت‌های جامعه‌شناسان و مستندسازانی که به این مقولهٔ اجتماعی می‌پردازند دارای گسترهٔ بزرگتری از تنها مقولات زیبائی‌شناسی پژوهش است.
شهرداری تهران، از طریق سازمان وابستهٔ خود زیباسازی شهر تهران (که از نظر مالی و اداری مستقل می‌باشد) در زمینه بهسازی و حفظ هویت محیط شهری و رشد فرهنگ عموم مردم در جهت ارتقاء کیفیت زیست شهری شهروندان فعالیت تخصصی و نوآورانه می‌نماید. سازمان زیباسازی شهر تهران با تصویب اساسنامه‌ای که در تاریخ ۲۵/۱۲/۱۳۵۴ به تصویب شهر رسید، تشکیل و تحت نظر شهرداری تهران و به صورت یکی از موسسات وابسته به آن فعالیت خود را آغاز نمود. در تاریخ ۵/۴/۱۳۶۴ طی اساسنامه‌ای جدید نام اداره کل ایمنی و آموزش ترافیک به سازمان زیباسازی تغییر نام داد. متعاقباً به منظور استقلال هر چه بیشتر سازمان و سرعت بخشیدن به امور طرح‌های مرتبط با زیباسازی شهر تهران (به استناد ماده ۸۴ قانون شهرداری) اساسنامه جدید در تاریخ ۲۶/۰۲/۱۳۷۰ به تصویب مقام محترم وزارت کشور رسید. تعدادی از طرح‌های موجود روی دیوارهای شهر، در مورد جمهوری اسلامی، شعارهای انقلاب اسلامی و سیاست‌های دولت می‌باشد. درحالی‌که در برخی نقاط تهران، مطابق با فراخوان‌های آزاد از سوی ادارهٔ زیباسازی شهرداری چندین دیوارنگاری که توسط جوانان تهرانی انجام شده است.
همچنین، در خلال اتفاقات مربوط به اعتراضات به نتایج انتخابات ریاست جمهوری سال ۱۳۸۸ ایران، مردم گاهی شعارهای خود را بر دیوارهای تهران می‌نگاشتند. این بین هنرمندان گرافیتی به صورت مداوم در حال تولید هنر مادی‌زدائیشده و بدون تاریخ انقضائی هستند که حتی در حالت بدیع خود توسط سیاست، قدرت و تبلیغات دستخوش تغییر نمی‌شود.
مانند بسیاری از کشورهای دیگر، در ایران دیوارنگاری به دو دسته بخش می‌گردد: دیوارنگاری مردمی و دیوارنگاری دولتی. دیوار نویسی‌های مردمی به دو دسته تقسیم می‌شود. تبلیغاتی ویا پیاده‌سازی طرح‌ها و اشکالی درخور و جذاب. دسته نخست بیشتر گویای مسائل سیاسی روز، مخالفت با سامانه حاکم، یا تبلیغات مشاغل و آگهی‌هاست. دسته دوم در خدمت تبلیغات عقیدتی یا شرعی و برای نمایان ساختن رهیافت‌های ایدئولوژیک و تقویت همدلی بین مردم توسط دولت‌ها می‌باشد. در این مدل، گرافیتی در دستهٔ دوم از دیوارنویسی مردمی جای می‌گیرد.
در این مدل، گرافیتی در دستهٔ دوم از دیوارنویسی مردمی جای می‌گیرد.

## سیر تحول نقاشی دیواری در طول تاریخ
نقاشی دیواری به عنوان یکی از اشکال هنری انسان در طول تاریخ همواره از اهمیت خاصی برخوردار بوده، تأثیر آن بر زندگی انسان از دیرباز تاکنون آن چنان پایدار و ماندنی است که می‌توان گفت کمتر رشته هنری چنین تأثیری را داشته است، زیرا که خیلی از رشته‌های هنری در مقاطعی از تاریخ بنا به ضرورت و مجموعه شرایط خاصی شکل گرفته و در مقاطعی دیگر از بین رفته یا کاربرد لازم خود را از دست داده‌اند. اما نقاشی دیواری را می‌توان اولین زایش راستین هنری انسان در سپیده دم تاریخ هنر دانست. به‌طوری‌که هم چنان تاکنون تداوم و تأثیر خود را در بطن زندگی جوامع بشری حفظ کرده است. در تبیین دستاورد بزرگ انسان عصر سنگ - که جهان را با تصویر مجسم می‌ساخت تا برآن تسلط یابد – نباید از یاد ببریم که هنر وی، به معنی واقعی واژه، هنر بوده است.

## پیدایش گرافیتی مدرن در ایران
برخی نویسندگان گرافیتی ایران را در چند «نسل» از یک طیف طبقه‌بندی می‌کنند که گستره‌ای از دیوارنویسی‌های در غارها و دوران پیش‌از تاریخ، شعارنویسی‌های دورهٔ انقلاب ۱۳۵۷ و دیوارنگاری‌های دوران جنگ‌تحمیلی تا نسل‌های اول آن به مفهوم مدرن و شهری خود: تنها (به انگلیسی: a1one), مگوی (به‌انگلیسی: Magoi) و کیوان‌شویر (به انگلیسی: Ck1)، بیگ‌چیز (به‌انگلیسی: Big Chiz)، محسن‌رسول‌اف(به انگلیسی: Zenmo) و آیسی‌اندسوت، (به انگلیسی: ICY and SOT) می‌باشد.
در دهٔ ۹۰ میلادی یا دهٔ ۷۰ خورشیدی خرده‌فرهنگ هیپ‌هاپ به صورت نسبی توسط رقص برک به فرهنگ ایران معرفی شده و مورد توجه جوانان ایرانی قرار گرفت بود؛ می‌توان گفت که هیپ هاپ بیشتر از طریق رقص بریک و ورزش‌های افراطی مانند اسکیت بردینگ به ایران وارد شد و زمینه را برای دیگر رشته‌های این خرده‌فرهنگ فراهم کرد. به‌طوری‌که چند سال بعد یعنی در اواخر دهٔ ۷۰ خورشیدی موسیقی رپ در ایران پدیدار شد، موسیقی انقلابی رپ نیز به مفهوم غربی آن در کلمه‌ترکیب موسیقایی ایران آن زمان ایران جای گرفته در سلیقهٔ جوانان ایرانی فضائی برای خود ترتیب داد. در این هنگام توجه جوانان ایرانی به فرهنگ هیپ هاپ که بیشتر از موسیقی و ورزش صورت می‌پذیرفت بیش‌تر شد، پس تعجبی نبود که در همان سال‌های اول موسیقی رپ، در دیوارهای شهر تهران، بالاخص در لابلای بلوک‌های شهرک‌های غربی آن، نگارش گرافیتی دیده شود.

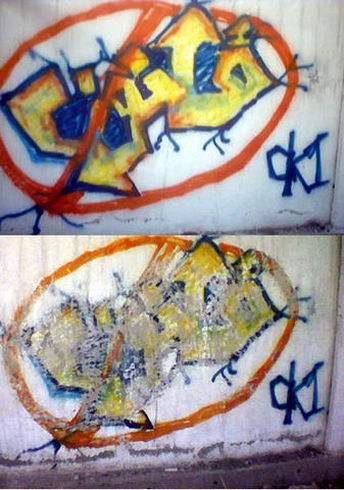
«قانون‌قدغن» اثر کیوان‌شویر در دیوار بین شهرک‌های آپادانا و اکباتان، پیش و پس از پاک‌شدن توسط مأموران شهرداری در سال ۱۳۸۳

دههٔ ۸۰ شمسی، تهران:

نقاشی‌دیواری تنها در دیوار گرافیتی بین شهرک‌های آپادانا و اکباتان دههٔ ۸۰ (مردان عصبانی)

در نیم اول دهٔ ۸۰ خورشیدی در ایران و در تهران و قدری پس از شروع جنبش موسیقی رپ زیرزمینی در تهران، جنبش گرافیتی «میان» بلوک‌های شهرک‌آپادانا و شهرک اکباتان شروع شد؛ به این معنی که اولین نمونه‌های جدید آن روی دیوار بین این دو مجموعه که در حاشیه بزرگراه شیخ‌فضل‌الله‌نوری قرار داشت دیده شده است. در خلال دههٔ ۶۰ تا اواخر دههٔ ۸۰ شمسی، دسترسی محلی پیاده از فاز ۱ و ۲ شهرک آپادانا از طریق کندروی اتوبان تأمین می‌شد که از سوی هیچ‌یک از طرفین (هیئت مدیرهٔ فازها و مجموعه‌های مربوطه) از لحاظ امنیت و نوررسانی در طول مدت شب‌ها پشتیبانی نمی‌شد و در نتیجه مکان مناسبی برای فعالیت شبانهٔ هنرمندان مستقل و دیوارنویسان آزاد در این مکان بود؛ از سوی دیگر این مکان در شب‌ها بسیار تاریک و ناامن بود. این فضای باز کنار اتوبان فاز۱ شهرک آپادانا و فاز ۳ شهرک اکباتان، فضای ذکر شده از سوی هیئت‌مدیره فازهای هیچ‌یک از دو شهرک مسکونی مورد بهره‌برداری نبوده و جزو فضاهای مرده شهری به حساب می‌آمد. در اواخر دهه‌ی۸۰ شمسی به دلیل مشکلات جدی امنیتی از سوی موتورسوراران و راهزنان عبوری در حاشیهٔ اتوبان، شورای مدیریت عامل فاز ۳ شهرک اکباتان و شهرک آپادانا به همراه شورایاری تصمیم بر بستن فوری این دسترسی و جایگزینی مسیر کوتاه‌تر از مسیر انتهای فاز ۳ شهرک اکباتان و فاز ۲ شهرک آپادانا گرفتند و دیوار حاشیه اتوبان در حاشیهٔ مسیر پیادهٔ احداثی شهرداری منطقه ۵ قرار گرفته است که در مسیرهای منظم با نورهای کم‌مصرف راه‌راه برای عابران پیاده روشن نموده و از آلودگی نوری در نزدیکی واحدهای مسکونی و اتوبان جلوگیری می‌نماید؛ تصاویر و ویدئوهای این دیوار را می‌توانید در ویدئوها و دیوارنویسی‌های تنها (مانند مردان عصبانی) و سی‌کی‌وان (شویر) با عنوان «قانون‌قدغن» مشاهده کنید. هم‌اکنون مسیر اشاره شده برچیده شده و مسیر پیاده‌روی فاز ۳ شهرک اکباتان در مجاورت گلخانهٔ بیلوبا، به صورت دیواری درآمده که هرروزه بازدیدکنندگان و طرفداران خود را دارد.
همشهری محله دربارهٔ این مجتمع‌های مسکونی این‌گونه می‌نویسد:
«... گرافیتی در ایران قدمت و سابقه چندانی ندارد. البته هیچ منبع و مأخذ موثقی دربارهٔ نخستین دیوارنگاره‌ها در ایران موجود نیست. با این حال برخی منابع قدمتش را اواخر دههٔ ۷۰ و اوایل دهه۸۰ تخمین می‌زنند. به این‌ترتیب می‌شود گفت عمر این هنر که مانند بسیاری از شاخه‌های دیگر هنری وارداتی است و به حدود ۱۵ سال می‌رسد. البته به نظر می‌رسد مانند کشورهای غربی و اروپایی هنوز گرافیتی در کشورمان آن‌چنان فراگیر نشده و … هر چند این جمله دربارهٔ شهرک‌های اکباتان و آپادانا چندان صدق نمی‌کند!»
به دلیل همزمانی ظهور نقاشی‌دیواری با رشتهٔ موسیقی و محدودیت‌های موجود، اسامی افراد آغازین این رشته به صورت رسمی و کامل در رسانه‌ها عنوان نشده است، اما برخی معتقدند که احتمالاً افرادی با اسامی مستعار امیرعلا ۱۹۹۷ (به انگلیسی: Essence) تنها * (به‌انگلیسی: a1one) و کیوان‌حیدری شویر(به‌انگلیسی: Ck1) جز اولین کسانی هستند که در ایران (در تهران) به صورت مستقل و به گرافیتی مشغول بوده‌اند؛ که از این میان می‌توان به کیوان اشاره کرد که هم‌اکنون در آمریکا به زندگی و کار می‌پردازد و به دلیل دیوارنگاری شامل پرترهٔ فروغ فرخ‌زاد در کوچهٔ کلاریون، واقع در شهر سانفرانسیسکو میان ایرانیان آمریکا شناخته شده است. شاید حتی او، یا تنها اولین گرافیتی‌نویس‌های ایران نباشند، اما فعالان این حوزه در هنگام شکل‌گیری اولین جریان‌های آن، از هر نسل و سلیقه، نقشی مشابه فعالیت سروش هیچ‌کس و دیگر هنرمندان پیشرو برای رپ‌فارسی بازی نموده‌اند. تلاش‌های آن‌ها را می‌توان در زمینهٔ آشناسازی و آگاه‌سازی مردم با هنر دیوارنگاری و گرافیتی بیان نمود.
درطول تاریخ سال‌های آغازین شکوفایی این رشته، تأثیر از بنکسی، هنرمند خیابانی پرآوازهٔ انگلیسی در تهران در اوایل دورهٔ کاری هنرمندان خیابانی ایران مشهود است. این موضوع به واسطهٔ وجود ارتباط اینترنتی نسبتاً مناسب میان شهرهای مانند تهران و بریستول باعث شده بود تا همه از رخدادهاد اجتماعی‌فرهنگی رایج اطلاع داشته باشند و بلکه آن را به شیوهٔ خود تعمیم دهند. استفاده از حیوانات و در این خصوص حیوان موش و تجسم آن در مقیاس‌های انسانی یکی از این عناوین است؛ گروه کوچکی در تهران گروهی با نام مشابه به فعالیت در همین رشته فعال بود، موش (به انگلیسی: Rat) به گونه‌ای نمادین بر تقلیل‌مرتبهٔ زندگی انسانی اشاره می‌نماید؛ همچنین، نقاشی در سیستم بلوک‌های مسکونی رنگ‌نشده و دارای فضاهای مرده شهری، در بهبود کیفیت‌محیطی، رضایت شهروندان نقش مستقیم ایفا می‌نماید و مادامی که به عنوان خرابکاری تلقی نشود در کنار فعالیت‌های شهرداری به صورت رسمی و نیمه‌رسمی قابل پیاده‌سازی و اجرا می‌باشد.

## گرافیتی در شهرهای دیگر ایران

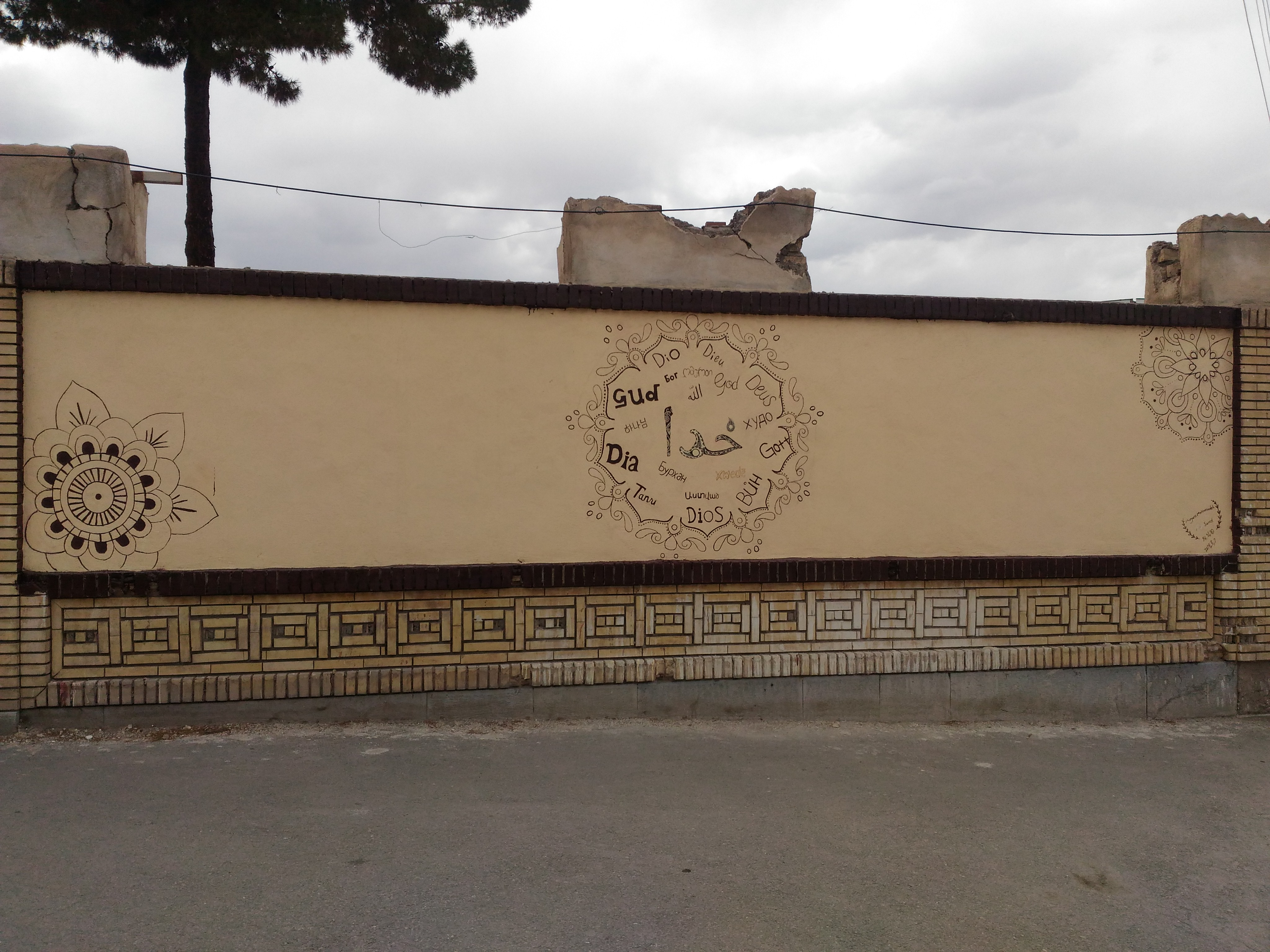
یک گرافیتی در کرمان

پس از گذشته فقط چند سال، گرافیتی از تهران به دیگر شهرهای ایران منتقل شد و می‌توان گفت که بعد از تهران شهرهای تبریز، مشهد، اصفهان، کاشان، رشت و شیراز اولین شهرهای بودند که گرافیتی را روی دیوارهای خود دیدند. معروف‌ترین نمونهٔ آن را می‌توان گرافیتی و علی‌الخصوص استنسیلهای همکاری دونفرهٔ آیسی‌اندسوت، در تبریز که بعدها در شهر نیویورک و کشورهای اروپائی به نمایش درآمد و همچنین فعالیت سی‌کی‌وان (کیوان‌شویر) که سپس به نمایشگاه‌های هنر در شهرهای دیگر دنیا ارسال شدند. موضوع مشابهی دربارهٔ شهرهای کاشان، شیراز و مشهد افرادی چون ادراک، وجود دارد به‌طوری‌که همگی آن‌ها پس از گذشت دههٔ ۸۰ شمسی با این خرده‌فرهنگ تا حدودی آشنائی دارند. در خلال ۲۰ سال گذشته، و حتی بیش از آن، بعد از پایان دوران جنگ ایران و عراق، همهٔ مسائل فرهنگی کشور دستخوش تغییرات و رونق بیشتری نسبت به گذشته گرفته بودند که البته گرافیتی از این امر مستثنی نبوده است؛ در سال‌های اخیر دسترسی به اینترنت پرسرعت و شبکه‌های اجتماعی و ماهیت اغراق‌آمیز جلوه‌های بصری این نقاشی‌ها نیز در گسترش و مردمی شدن این فرهنگ نقش پررنگی داشته است.

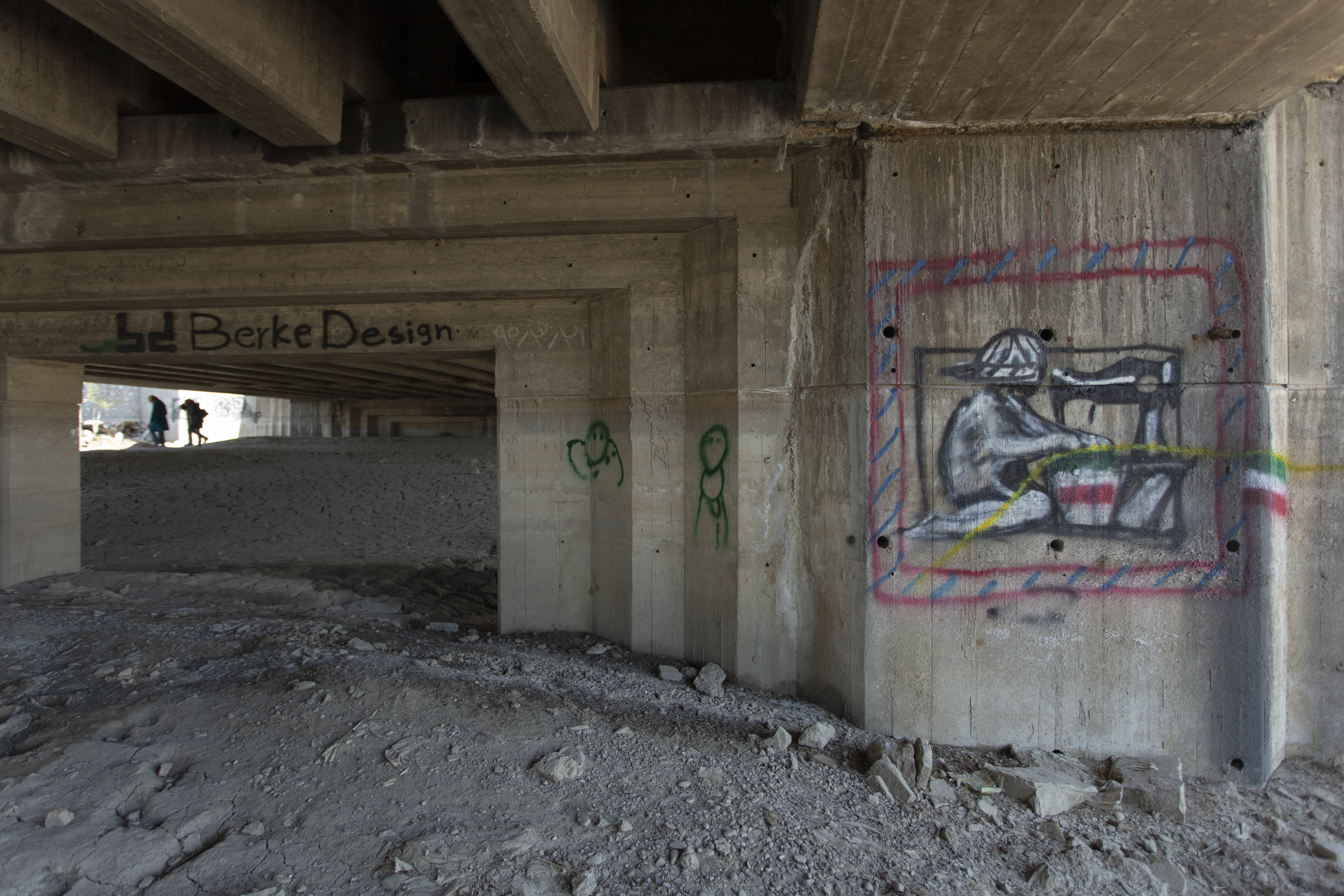
گرافیتی‌های حاشیه رودخانه زاینده رود اصفهان

پس از طی یک دورهٔ درازمدت و پرطرفدار شدن نسبی این رشته و آشنائی افراد بیشتر و در نتیجهٔ آن تشکیل گروه‌های مستقل و ایجاد حس رقابت، این خرده‌فرهنگ (گرافیتی ایرانی) در مسیر رشد خود قرار گرفته است. از قدیمی‌ترین گروه‌ها یا اشخاص گرافیتی‌نویس مدرن در ایران می‌توان از تنها، گروه بیسکویت (سی‌کی‌وان شویر)، همکاری دونفرهٔ آیسی اند سوت در تبریز، ، نفیر (به انگلیسی: NAFIR) و البته بلک هند(به انگلیسی: Black Hand)، مد (به‌انگلیسی: MAD), و اف-آر-زد (به انگلیسی: FRZ) و دیگران را نام برد.

## مسابقه‌ها و جشنواره‌ها، نمایشگاه‌های گروهی یا فردی هنرمندان
تا کنون چندین جشنواره گرافیتی در ایران برگزار شده است، از جمله آن‌ها می‌توان به جشنواره گرافیتی دانشگاه هنر در مهرماه سال ۱۳۹۱ که با همکاری دانشگاه هنر و معماری تهران واحدمرکزی مرکز برگزار شد اشاره نمود. هم‌اکنون در نگارخانه‌های هنر بر روی هنرمندان گرافیتی باز است و هرساله هنرمندان سرشناس، گالری‌های هنر و موسسات و ارگان‌های مختلف اقدام به برگزاری نمایشگاه‌های گروهی یا انفرادی می‌نمایند، همچنین هنرمندان ایرانی در رخدادها و نمایشگاه‌های جهانی شرکت می‌کنند.

## فراخوان و دعوت بخش زیباسازی شهرداری از دیوارنویسان برای دیوارنگاری در بافت‌شهری تهران
سازمان زیباسازی شهر تهران، از سال ۱۳۹۰ در راستای مأموریت‌های خود نسبت به ارتقاء کیفیت هنری و منظر شهری و ساماندهی بصری و زیباسازی فضاهای شهری و کمک به رشد فرهنگ تصویری شهروندان، اقدام به اطلاع‌رسانی فراخوانی با عنوان "طراحی دیوارنگاری" جهت برگزاری دوسالانهٔ دیوارنگاری از هنرمندان هنرهای تجسمی و سایر گرایش‌های هنری مرتبط می‌نماید تا ایده‌ها و طرح‌های خود را به مدیریت قسمت نقاشی‌دیواری این سازمان ارائه نمایند. رویکرد طرح اصلی فراخوان دورهٔ چهارم این جشنوارهٔ دانشجوئی در جهت تأمین طرح برای ساماندهی بصری دیوارهای شهری است، دیوارهایی که دارای نقاشی دیواری نامطلوب هستند یا وضعیت فرسودگی و تخریب نمای نامناسب در فضای شهری به صورت محوری یا مجموعه‌ای دارند.

فهیمی‌فر، عضو هیئت‌علمی بخش پژوهشی چهارمین دوسالانه دیوارنگاری این گونه عنوان کرد:
نقاشی دیواری قدمت بسیار کهنی در تاریخ ایران دارد به گونه‌ای که به یک الگوی فرهنگی تبدیل شده است. او همچنین با اشاره به کارکردهای اجتماعی دیوار نگاری و نقاشی دیواری افزود: نقاشی گونه‌های مختلفی از جمله نقاشی روی بوم، سه‌پایه، نقاشی روی اشیاء، منسوجات و … دارد که نقاشی دیواری ذیل دیوار نگاری مطرح و در حوزه‌های مختلفی از جمله سنگ نگاری، نقش برجسته، گچ بری و غیره هم مورد توجه قرار دارد. به گفته این استاد دانشگاه، دیوار نگاری در دوره معاصر و مدرن فاقد یک چارچوب و الگوی فرهنگی بوده به همین منظور هنر ما در این دوران‌ها سنت فلسفه‌ای با خود به همراه دارد. فهیمی فر با بیان اینکه نقاشی دیوارنگاری اجتماعی‌ترین صورت نقاشی است، یادآور شد: معتقدم نقاشی یک رسانه جمعی است چراکه با عموم شهروندان و تماشاگران رو به رو است.
از میان هنرمندان همکاری‌کننده در این طرح می‌توان به مهدی قدیانلو اشاره نمود که نام یکی دیوارنگاران ایرانی است که در مجموعه زیباسازی شهرداری تهران فعال است. نقاشی‌های عمدتاً سورئال است از نظر تعداد می‌توان گفت آثار زینت بخش تعدادی بیش از ۱۰۰ دیوار از دیوارهای شهر تهران است. علاوه بر تهران یکی از دیوارنگاری‌های او در یک محله شرقی لندن به نام Shoreditch نقاشی شده است.

### دیوارنگاره تهران

#### دیوارنگاری میدان ولیعصر
دیوارنگاره میدان ولیعصر به‌عنوان بزرگ‌ترین دیوارنگاره تهران فعالیت خود را در بهمن ماه سال ۱۳۹۱ آغاز نموده است. طول تقریبی این دیوارنگاره ۴۷ متر و عرض آن ۱۸ متر می‌باشد.
عناوینی همانند:
- همدردتم رفیق.
- یا منصور امت.
- معصوم تر، که بُود از این کودکان پاک؟
- عدو که خنجر خود می‌زند از پشت، نشد حریف پدر، کودکش را کُشت.[۶۰][۶۱]

## فیلم‌های مستند
تعدادی فیلم مستند پیرامون این پدیدهٔ اجتماعی و فعالیت‌هنری توسط مستند سازان داخلی و خارجی تهیه شده است:

## فیلم‌های مستند دربارهٔ دیوارنگاری
- اینجا تهران است (۱۳۸۷)[۶۳][۶۴] کارگردان: سعید حدادی[۶۵][۶۶][۶۷] که موفق به دریافت جایزهٔ بهترین کارگردانی را از جشنواره فیلم شهر و همچنین «درخت زردآلو» از فستیوال فیلم ارمنستان می‌باشد. در این فیلم مستند، شادروران محسن‌رسول‌لف، عکاس ایرانی و کیوان‌شویر در قابل مصاحبه و برداشت‌های بیرونی حضور دارد.[۶۸]
- فیلم فرهنگ مقاومت (۱۳۸۹)[۳۲][۶۹] برداشتی از گرافیتی به مثابه ابزار سیاسی.
- فیلم مستند نوشتن بر شهر (۱۳۹۴) ساخته فیلمساز ایرانی کیوان کریمی با نگاهی موشکافانه و تحلیلی-تاریخی به دیوارنگاری‌ها و گرافیتی‌های تهران از انقلاب ۵۷ تا بعد از جنبش سبز می‌پردازد که با استفاده از آرشیوهای فیلم و عکس‌های به جا مانده منبعی غنی برای آشنایی با هنر گرافیتی در ایران است.
- دیوار ۱۳۹۴–۱۳۹۵ مستند ساخته شده توسط کلاه استودیو و «تنها» گرافیتی کار پر سابقهٔ ایرانی. این مستند که به شرح ده سال آغازین جنبش گرافیتی در ایران می‌پردازد، در هیچ جشنواره ای شرکت نکرده و تنها در برخی دانشکده‌های علوم اجتماعی در اروپا به نمایش خصوصی گذاشته شده است.
- شورش رنگ‌ها (۱۳۹۵) (پخش‌نشده) ساختهٔ زینب‌تبریزی و پالیزخوشدل می‌باشد.[۷۰][۷۱]
- دیوارهای شهر (۱۳۹۶) مستند ساختهٔ آیدین باقری که پدیدهٔ نقاشی‌دیواری را از دیدگاه جامعه‌شناسی مورد مطالعه قرار می‌دهد.[۷۲]